# 프라이드 핵재처리장
프라이드 핵재처리장은 한국원자력연구원 내에 위치한 세계 최초의 파이로프로세싱 시험시설이다. 2009년 착공하여 330억원의 건설비로 2013년 5월 준공하였다. 연간 10톤의 사용후 핵연료를 재처리할 수 있다. 여기서 생산된 핵연료는 대한민국이 건설할 소듐 냉각 고속원자로인 칼리머-600에 사용될 것이다.

## 핵무기 생산량
한국 정부는 프라이드의 핵무기 생산 가능성은 없다고 주장하나, 미국 정부는 의심하고 있다. 일본 최대인 롯카쇼 핵재처리장은 800톤의 핵연료를 재처리하여 8톤의 플루토늄을 생산한다. 이런 계산이면, 프라이드에서는 연간 100 kg의 플루토늄을 생산한다. NRDC의 토마스 코크란 박사에 따르면 3 kg의 플루토늄이면 20 kt 핵폭탄 1개를 제조할 수 있으므로, 100 kg의 플루토늄이면 33발의 핵폭탄을 매년 생산할 수 있다.

## 개발단계
- ACPF, 실험실 수준, 세계 최대 파이로프로세싱 시설 70평, 연간 2톤의 핵연료를 재처리, 2006년 준공
- PRIDE, 엔지니어링 수준, 연간 10톤의 핵연료를 재처리, 2013년 5월 준공[2]
- KAPF, 종합시험시설, 연간 100톤의 핵연료를 재처리, 2025년 준공

최신 기술인 파이로프로세싱이 아닌 기존의 퓨렉스 핵재처리장은 미국 등 핵보유국들이 초대형으로 보유중이다. 전 세계 퓨렉스 재처리장 규모는 핵연료 재처리 참조.
참고로, 북한의 영변에 있는 방사화학실험실은 연간 70톤의 핵연료를 재처리한다.

## 사용후 핵연료
2008년 12월 한국의 전기발전은 424.4TWh(시간당 테라와트이며, 20기의 원자력 발전소에서 나오는 발전량은 전체 중 36%인 151TWh다. 연간 발생하는 사용후 핵연료는 700톤인데 2008년 현재 1만톤의 사용후 핵연료가 원전 내 저장조에 임시보관되어 있다.

## 미국
미국은 우라늄 원전의 사용후 핵연료를 핵재처리하여 플루토늄 원전에서 사용하는 비용이, 영구폐기하는 비용보다 많이 든다고 판단했다. 따라서, 모든 사용후 핵연료를 원전 내 임시저장, 중간저장, 영구처리의 3단계로 지하 깊숙히 묻어버리기로 하였다.
미국은 1980년대 네바다주 유카마운틴에 핵폐기물을 영구처분하는 계획을 세웠으나 2009년 버락 오바마 행정부는 이 프로젝트를 중단시키고 핵폐기물 관리 정책을 재검토해왔다.

## 한반도 비핵화
한국은 1991년 11월 8일 노태우 대통령이 한반도의 비핵화에 관한 공동선언에서 핵재처리 시설을 국내에 건설하지 않겠다고 선언했으며, 1991년 12월 31일 남북한은 한반도의 비핵화에 관한 공동선언을 하였다. 그러나 2006년 연간 2톤의 플루토늄 재처리장이 준공되어, 핵재처리시설 미보유의 선언은 폐기되었다.
한미 원자력 협정이 2014년 만료되어, 한국은 미국으로부터 재처리권을 허락받을 계획이다. 현재 NPT 조약상의 비핵보유국이면서 핵재처리권을 미국으로부터 허락받은 나라는 일본과 인도 뿐이다. 그러나 인도는 핵실험과 핵보유를 완료한 나라로 알려져 있다. 따라서 유일한 예외는 일본 뿐이다. 이란과 북한은 미국의 허락을 받지 않아서 미국으로부터 외교적, 군사적, 경제적 공격을 받고 있다. 철저한 보복이 없으면, 다른 모든 비핵국가들이 핵무장을 시도할 것이기에, 고강도 탄압을 풀어줄래도 풀어줄 수가 없다.
한국은 2006년 연간 2톤의 플루토늄 재처리장 준공과 관련, 국내 원전의 사용후 핵연료의 재처리는 미국이 반대하였으나, 모의핵연료를 수입하여 재처리하는 데는 동의를 받아, 2013년 7월 국내에서 첫 실험을 할 계획이다. 원래 미국에 가서 실험했다.
미국이 비핵보유국의 핵재처리나 핵농축을 반대하는 이유는, 핵무기 제조로 인한 핵확산 가능성 때문이다. 따라서, 핵보유국의 핵연료를 수입해서만 사용하고, 핵재처리나 핵농축은 비핵국가가 독자적으로 하지 말라는 주장이다. 한국은 혼합 핵연료라서 핵무기 전용 가능성이 없다고 주장하지만, 비핵화 전문가들은 가능성이 매우 높다고 본다. 따라서 비핵국가이면서 미국으로 유일하게 핵재처리권을 허락받은 일본과 같은 정도로, 핵무기 전용 가능성이 없음을 입증하는, 고도로 투명성을 강화된 조치를 취하기 전에는, 미국이 다른 비핵국가에 대한 형평상, 쉽게 동의해 주기 힘든 부분이다.
그러나 한국은 수십년간 막대한 예산을 파이로프로세싱과 칼리머-600에 투자하고 있기 때문에, 반드시 허락을 받아낼 계획이다.

## 같이 보기
- 파이로프로세싱
- 소듐 냉각 고속원자로
- 칼리머-600
- 롯카쇼 핵재처리장 - 일본 최대의 핵재처리 공장, 건설비 29조원, 800톤 재처리, 8톤 플루토늄 생산
- 프라이드 핵재처리장 - 한국 최대의 핵재처리 공장, 건설비 330억원, 10톤 재처리